# 베라 필라토바
베라 필라토바(Vera Filatova, 1982년 11월 6일 ~ )는 우크라이나의 배우, 영화배우이다.
키예프에서 태어났다.

## 방송
- 나와 존스 부인
- 심해원정대 오르페우스호
- 핍 쇼 시즌6

## 영화
- 더 룩 오브 러브 (2013년)
- 더 파간 퀸 (2009년) - 테타 역